# Stefano V d'Ungheria
Stefano V (in ungherese V. István, in croato Stjepan V., in slovacco Štefan V) (Buda, 18 ottobre 1239 – Isola Csepel, 6 agosto 1272) fu duca di Stiria dal 1258 al 1260 e re d'Ungheria e di Croazia dal 1270 al 1272.
Primo figlio di sesso maschile del re Béla IV d'Ungheria e Maria Lascaris, Stefano fu incoronato sovrano all'età di sei anni per volere di suo padre, che lo nominò duca di Slavonia. Ancora minorenne, Stefano sposò Elisabetta, figlia di un capo dei Cumani a cui suo padre aveva concesso di risiedere nella grande pianura ungherese.
Re Béla nominò Stefano duca di Transilvania nel 1257 e duca di Stiria nel 1258. I nobili locali della Stiria, una regione annessa quattro anni prima al regno d'Ungheria, non tollerarono il suo modo di governare e si prodigarono per scacciarlo. Assistiti dal re Ottocaro II di Boemia, gli aristocratici si ribellarono ed espulsero le truppe di Stefano dalla maggior parte della Stiria. Dopo che Ottocaro II sconfisse l'esercito congiunto di Stefano e di suo padre nella battaglia di Kressenbrunn il 12 luglio 1260, Stefano lasciò la Stiria e tornò in Transilvania.
Con il passare del tempo, il rapporto tra Stefano e suo padre si incancrenì e, nel 1262, si finì per giungere a un'intesa ai sensi della quale il giovane ricevette possesso di tutte le terre magiare situate a est del Danubio, oltre a vedersi riconosciuto il diritto di fregiarsi del titolo di rex iunior. Nel 1264 e nel 1265 scoppiò una guerra civile tra il padre e figlio, poiché Stefano accusò Béla di volerlo diseredare. Alla fine, fu concluso un trattato di pace nel 1266, ma la fiducia tra i due non tornò mai a essere quella di una volta. Stefano successe al padre, che morì il 3 maggio 1270, senza che nessuno si opponesse, ma sua sorella Anna e i più stretti consiglieri di suo padre fuggirono nel regno di Boemia. Ottocaro II invase l'Ungheria nella primavera del 1271, ma Stefano fu capace di respingerlo. Nell'estate successiva, un nobile ribelle catturò e imprigionò il figlio di Stefano, Ladislao; poco dopo, Stefano si ammalò improvvisamente e morì, venendo sostituito proprio dal discendente rapito.

## Biografia

### Primi anni (1239-1245)

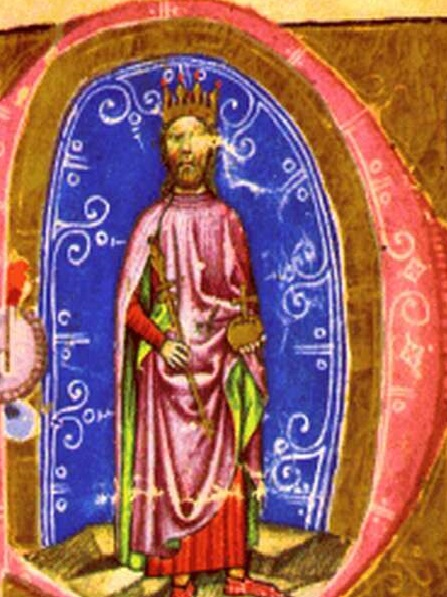
Il padre di Stefano, re Béla IV d'Ungheria, in una miniatura tratta dalla Chronica Picta

Nato nel 1239, Stefano fu il primo figlio di sesso maschile avuto da Béla IV d'Ungheria e da sua moglie Maria Lascaris, figlia di Teodoro I Lascaris, imperatore di Nicea. L'arcivescovo Roberto di Strigonio lo battezzò il 18 ottobre dello stesso anno in cui nacque. Il nome del bambino, che sin dalla sua nascita appariva il più papabile erede al trono, si doveva a Santo Stefano, il primo storico re dell'Ungheria.
Béla e la sua famiglia, incluso Stefano, fuggirono a Zagabria dopo che i Mongoli avevano surclassato l'esercito reale nella battaglia di Mohi l'11 aprile 1241 durante la loro prima invasione dell'Ungheria. I Mongoli attraversarono il Danubio ghiacciato nel febbraio 1242 e la famiglia reale fuggì fino alla ben fortificata città della Dalmazia di Traù. Il re e la sua famiglia tornarono dalla Dalmazia dopo che gli invasori asiatici si ritirarono inaspettatamente dall'Ungheria a marzo.

### Rex iunior

#### Duca di Slavonia (1245-1257)

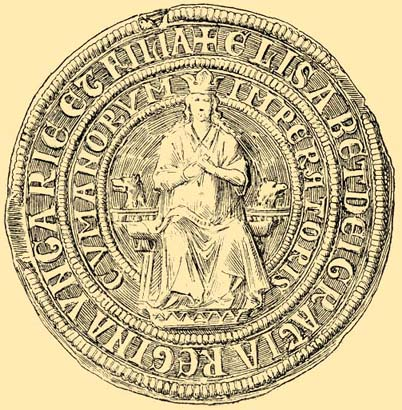
Sigillo della moglie di Stefano, Elisabetta la Cumana

Uno statuto reale del 1246 parla di Stefano definendolo "re e duca di Slavonia". Come hanno sostenuto secondo gli storici Gyula Kristó e Ferenc Makk, è possibile che, nel 1245, Béla incoronò suo figlio come rex iunior concedendogli l'amministrazione delle terre situate tra il fiume Dráva e il Mare Adriatico. Fino a quel momento le province che furono assegnate a Stefano, che all'epoca aveva sette anni, ovvero la Croazia, la Dalmazia e la Slavonia, erano amministrate da governatori reali che godevano del titolo di bani.
In una lettera indirizzata a papa Innocenzo IV alla fine del 1240, Béla IV scrisse che «[a] nome della cristianità abbiamo chiesto a nostro figlio di sposare una giovane cumana». La sposa era Elisabetta, figlia di un capo dei Cumani che Béla aveva invitato e autorizzato a stabilirsi nelle pianure lungo il fiume Tibisco. Elisabetta era stata battezzata, ma dieci capi cumani presenti alla cerimonia prestarono comunque il loro consueto giuramento su di un cane trafiggendolo in due con una spada.

#### Duca di Transilvania e Stiria (1257-1260)
Quando Stefano divenne maggiorenne nel 1257, suo padre lo nominò duca di Transilvania. Il governo di Stefano in Transilvania fu di breve durata, poiché suo padre ordinò che si trasferisse in Stiria nel 1258. La Stiria era stata annessa nel 1254, ma i signori locali si ribellarono ed espulsero il governatore imposto da Béla IV, Stefano I Gutkeled, prima della nomina di Stefano. Stefano e suo padre invasero assieme la Stiria e riuscirono a sedare la ribellione. Oltre alla Stiria, Stefano ricevette anche l'assegnazione di due comitati vicini (Vas e Zala) in Ungheria da suo padre. Il giovane lanciò, a titolo di rappresaglia, un'incursione di saccheggio nella Carinzia nella primavera del 1259, vendicandosi del sostegno che il duca Ulrico III di Carinzia  forniva agli insorti in Stiria.
Il governo di Stefano si rivelò impopolare in Stiria. Con il sostegno del re Ottocaro II di Boemia, gli aristocratici della regione si ribellarono di nuovo. Stefano riuscì a preservare solo Pettau (l'odierna Ptuj, in Slovenia) e il circondario. Il 25 giugno 1260, Stefano attraversò il fiume Morava per invadere il regno di Ottocaro. La sua forza militare, al cui interno figuravano truppe sicule, rumene e cumane, surclassò l'esercito austriaco. Tuttavia, in occasione della decisiva battaglia di Kressenbrunn, l'esercito congiunto composto da re Béla e da Stefano fu sconfitto il 12 luglio, principalmente perché le forze principali, che erano sotto il comando del sovrano magiaro, giunsero in ritardo. Stefano, il quale era al comando dell'avanguardia, riuscì a malapena a fuggire dal campo di battaglia. Con la pace di Vienna firmata il 31 marzo 1261 si chiude il conflitto tra Ungheria e Boemia; il trattato imponeva Béla IV di rinunciare alla Stiria in favore di Ottocaro II.

#### L'instabilità prima e dopo la guerra civile (1261-1270)

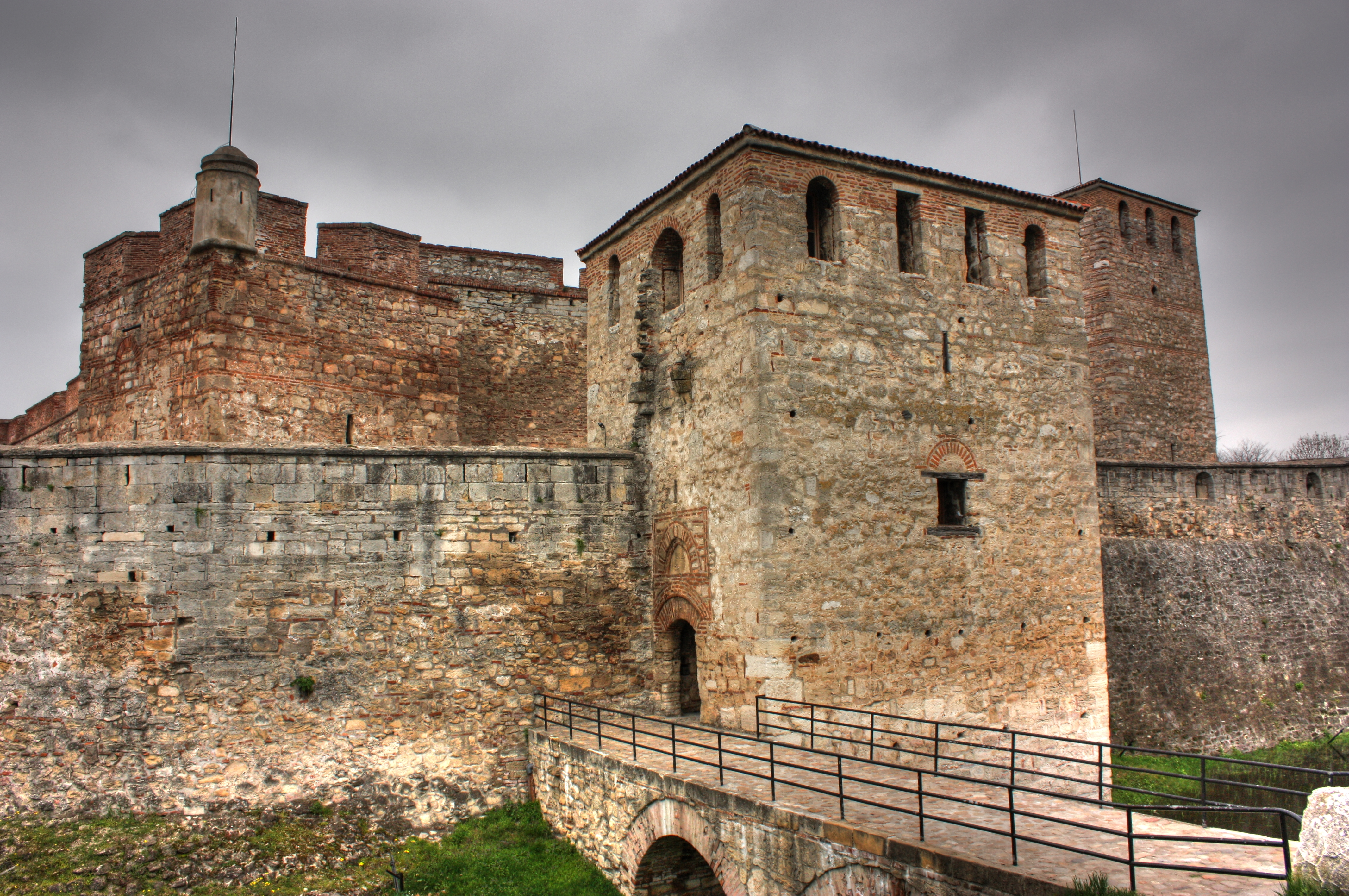
Baba Vida, la fortezza medievale di Vidin, in Bulgaria: Stefano la conquistò nel 1261

Stefano tornò in Transilvania e iniziò a governarla per la seconda volta dopo il 20 agosto 1260. Assistito da suo padre, invase la Bulgaria e si assicurò il controllo di Vidin nel 1261. Suo padre fece ritorno in Ungheria prima della fine della campagna, circostanza che costrinse Stefano a proseguire la campagna da solo. Il giovane assediò Lom, sul Danubio, e avanzò fino a Tarnovo all'inseguimento dello zar Costantino I di Bulgaria. Tuttavia, lo zar riuscì a evitare qualsiasi scontro con gli invasori e Stefano ritirò le sue truppe dalla Bulgaria entro la fine dell'anno.
Il rapporto di Stefano con Béla IV si deteriorò all'inizio del 1260. Gli atti di Stefano lasciano trapelare il suo timore di venire diseredato ed espulso dal padre. Egli accusò alcuni aristocratici magiari, senza farne i nomi, di aver aizzato il vecchio monarca contro di lui. Nonostante ciò, i documenti di Stefano provano che beneficiò di alcuni concessioni territoriali in Bihar, Szatmár, Ugocsa e in altri comitati situati lontano dalla Transilvania.

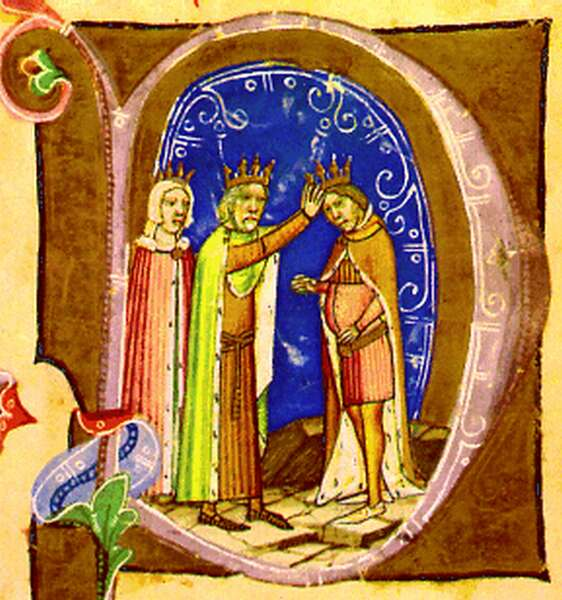
Stefano V viene incoronato da suo padre, Béla IV. Miniatura tratta dalla Chronica Picta

Gli arcivescovi Filippo di Strigonio e Smaragd di Kalocsa si impegnarono a mediare dopo alcuni scontri verificatisi in autunno tra i sostenitori delle due diverse fazioni. Ai sensi della pace di Pressburgo del 1262, conclusa intorno al 25 novembre, i due divisero il paese lungo il Danubio: le terre a ovest del fiume rimasero sotto il dominio diretto di Béla, mentre quelli a est restavano in capo a Stefano, il re minore. Nel confermare il trattato il 5 dicembre, Stefano promise anche che non avrebbe invaso la Slavonia, la quale era stata concessa a suo fratello minore, Béla, dal padre. In quell'occasione, Stefano si definì nello scritto «Rex iunior, Duca di Transilvania e Signore dei Cumani».
Un nobile bulgaro, il despota Giacobbe Svetoslav, cercò assistenza da Stefano dopo che i suoi domini, situati nelle regioni a sud di Vidin, furono occupati dalle truppe dell'impero bizantino nella seconda metà del 1263. Stefano inviò rinforzi sotto il comando di Ladislao II Kán, voivoda di Transilvania, in Bulgaria. Il voivoda sconfisse i bizantini e li scacciò dalle terre di Svetoslav; il magiaro concesse Vidin al bulgaro e lo convinse a prestargli fedeltà.
La riconciliazione di Stefano e suo padre si rivelò solo temporanea. Stefano confiscò i domini di sua madre e di sua sorella Anna, comprese Beszterce (l'odierna Bistrița, in Romania) e Füzér, che si trovavano nell'area sottoposta al suo governo. L'esercito di Béla IV attraversò il Danubio sotto il comando di Anna qualche tempo dopo l'autunno del 1264. A quel punto assediò e prese Sárospatak, facendo prigionieri la moglie e i figli di Stefano. Il voivoda Ladislao Kán si rivoltò contro Stefano e guidò un esercito, composto da guerrieri cumani, alla volta della Transilvania. Stefano sconfisse il bulgaro ribelle al forte di Déva (oggi Deva, in Romania). Il giudice reale di re Béla, tale Lorenzo, arrivò alla testa di un nuovo esercito e costrinse Stefano ritirarsi a Feketehalom (oggi Codlea, in Romania). Il giudice reale assediò la fortezza, ma i sostenutori di Stefano riuscirono a difenderne possesso. Stefano lanciò una controffensiva e costrinse l'esercito di suo padre a ritirarsi. Egli ottenne una vittoria decisiva sull'esercito del genitore nella battaglia di Isaszeg, combattuta nel marzo 1265. I due arcivescovi mediarono un nuovo accordo tra padre e figlio, il quale finì per confermare la divisione del regno nel 1262. Béla e Stefano firmarono il trattato di pace nel Convento della Beata Vergine sull'isola dei Conigli (l'isola Margherita di Budapest) il 23 marzo 1266.
Durante la guerra civile in Ungheria, il vassallo di Stefano, il despota Giacobbe Svetoslav si sottomise allo zar Costantino I di Bulgaria. Nell'estate del 1266, Stefano invase la Bulgaria, conquistò Vidin, Pleven e altri forti e sconfisse i bulgari nel giro di cinque battaglie. Giacobbe Svetoslav accettò nuovamente la sovranità di Stefano e poté così tornare ad amministrare Vidin. Da quel momento in poi, Stefano si fregiò del titolo di "re di Bulgaria" nei suoi statuti.
Béla e Stefano confermarono insieme le libertà dei "servitori reali" (serviens regis), soltanto da allora finalmente conosciuti con il nome di nobili, nel 1267. La posizione internazionale di Stefano fu rafforzata nel 1269, grazie alla doppia alleanza matrimoniale costituita tra Stefano e il re Carlo I di Sicilia, figlio di Stefano; Ladislao sposò la figlia di Carlo, Elisabetta, e il figlio omonimo Carlo II sposò la figlia di Stefano, Maria. La fiducia tra Béla e Stefano non fu mai ripristinata. Sul letto di morte, il vecchio re chiese al re Ottocaro II di Boemia di dare rifugio a sua figlia Anna e ai suoi sostenitori dopo la sua morte.

### Regno (1270-1272)

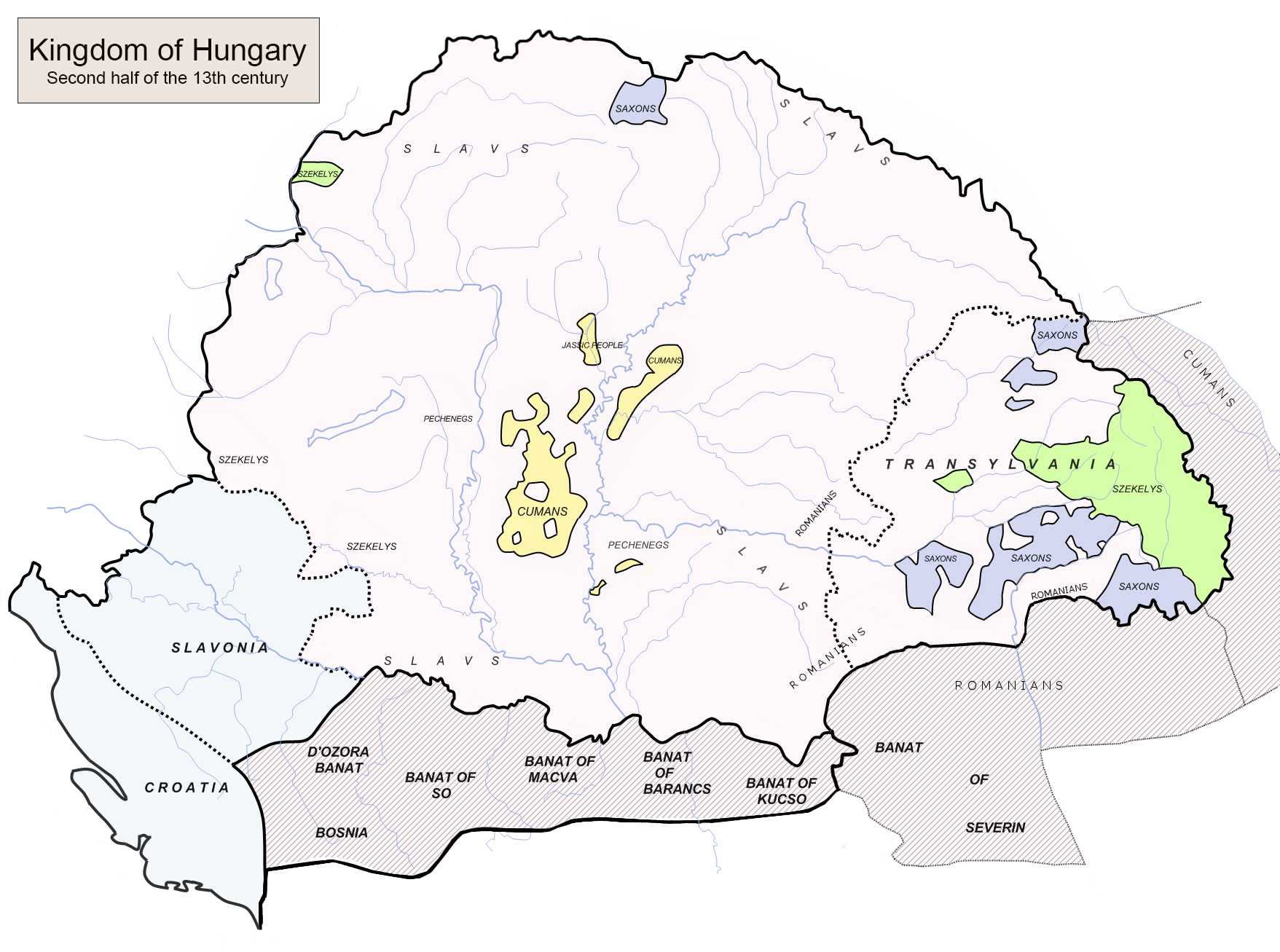
Il regno d'Ungheria nella seconda metà del XIII secolo

L'anziano re Béla morì il 3 maggio 1270. Sua figlia Anna si impadronì del tesoro reale e fuggì in Boemia. Enrico Kőszegi, Nicola Geregye e Lorenzo Aba, i più stretti consiglieri di Béla, la seguirono e cedettero il controllo di Kőszeg, Borostyánkő (Bernstein, in Austria) e di altri castelli in loro possesso lungo i confini occidentali a Ottocaro II. Anziché lasciare l'Ungheria, il nobile Nicola Hahót presidiò con i soldati della Stiria il suo castello a Pölöske, dandosi a saccheggi contro i villaggi vicini. Stefano nominò i suoi principali alleati alle più alte cariche; per esempio, Gioacchino Gutkeled divenne bano di Slavonia, mentre Matteo Csák fu nominato voivoda di Transilvania. Stefano concesse il comitato di Strigonio all'arcivescovo Filippo, che lo incoronò re proprio a Strigonio il 17 maggio o poco dopo.
Il cronista polacco Jan Długosz scrive che Stefano si recò «in pellegrinaggio presso la tomba di San Stanislao», a Cracovia, e visitò suo cognato Boleslao V il Casto, duca di Cracovia, alla fine di agosto. I due monarchi rinnovarono «l'antica alleanza tra Ungheria e Polonia» e si allearono «per avere gli stessi amici e gli stessi nemici». Stefano incontrò anche Ottocaro II su un'isola del Danubio vicino a Presburgo (Bratislava, Slovacchia), ma i due conclusero solo una tregua e non una pace definitiva.
Stefano lanciò un'incursione di saccheggio in Austria intorno al 21 dicembre. Il re Ottocaro invase le terre a nord del Danubio nell'aprile 1271 e conquistò un certo numero di fortezze, tra cui Dévény (oggi Devín, Slovacchia), Pressburg e Nagyszombat (l'attuale Trnava, in Slovacchia). Il sovrano boemo sconfisse Stefano a Presburgo il 9 maggio e a Mosonmagyaróvár il 15 dello stesso mese, ma Stefano vinse la battaglia decisiva sul fiume Répce il 21 maggio. Ottocaro si ritirò dall'Ungheria e Stefano inseguì le sue truppe fino a Vienna. Gli inviati dei due re raggiunsero un'intesa a Presburgo il 2 luglio 1271. Ai sensi del trattato, Stefano promise che non avrebbe fornito supporto agli avversari di Ottocaro in Carinzia, mentre il boemo rinunciava i castelli che lui e i suoi sostenitori possedevano in Ungheria. I magiari riconquistarono presto Kőszeg, Borostyánkő e altre fortezze lungo il confine occidentale dell'Ungheria.

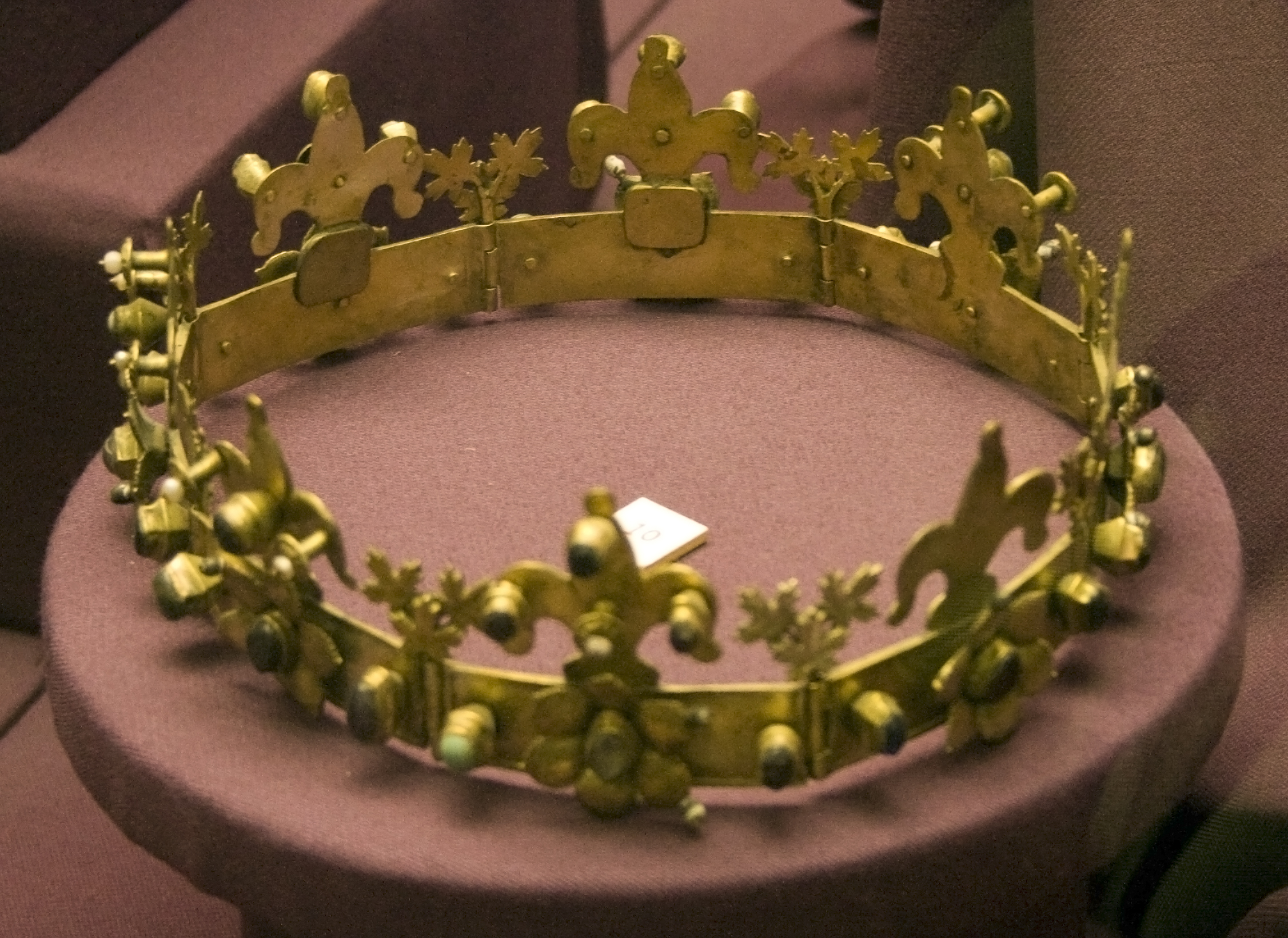
Corona funebre di Stefano

Secondo la Vita della santa e sorella del sovrano magiaro, Margherita, morta il 18 gennaio 1270, Stefano era presente quando avvenne il primo miracolo a lei attribuito, durante il primo anniversario della sua morte. È probabile che per questo motivo Stefano richiese l'avvio del processo di canonizzazione di Margherita alla Santa Sede nel 1271. Nello stesso anno, Stefano concesse dei privilegi comunali ai cittadini di Giavarino. Inoltre, confermò le libertà degli "ospiti" sassoni nella regione di Szepesség (l'attuale Spiš, in Slovacchia), contribuendo allo sviluppo della loro comunità autonoma. Stefano non esitò a tutelare i diritti dell'arcivescovo di Strigonio contro i nobili attivi in quella provincia ecclesiastica e che tentarono di liberarsi dei loro obblighi.
Il bano Giocchino Gutkeled rapì il figlio ed erede di Stefano di dieci anni, Ladislao, e lo imprigionò nel castello di Koprivnica nell'estate del 1272. Stefano assediò la fortezza, ma non riuscì a conquistarla; poco tempo dopo, si ammalò e fu portato all'isola Csepel, dove morì il 6 agosto 1272. Stefano fu sepolto vicino alla tomba di sua sorella, Margherita, nel Monastero della Beata Vergine sull'isola dei Conigli.

## Ascendenza
|                         |   |                           | Genitori                 |  |  | Nonni |  |  | Bisnonni            |  |  | Trisnonni          |  |
|                         |   |                           |                          |  |  |       |  |  | Béla III d'Ungheria |  |  | Géza II d'Ungheria |  |
|                         |   |                           |                          |  |  |       |  |  | Béla III d'Ungheria |  |  | Géza II d'Ungheria |  |
|                         |   | Efrosin'ja Mstislavna     |                          |  |  |       |  |  | Béla III d'Ungheria |  |  |                    |  |
| Andrea II d'Ungheria    |   |                           |                          |  |  |       |  |  | Béla III d'Ungheria |  |  |                    |  |
|                         |   | Agnese d'Antiochia        | Rinaldo di Châtillon     |  |  |       |  |  |                     |  |  |                    |  |
|                         |   | Agnese d'Antiochia        | Rinaldo di Châtillon     |  |  |       |  |  |                     |  |  |                    |  |
|                         |   | Agnese d'Antiochia        | Costanza d'Antiochia     |  |  |       |  |  |                     |  |  |                    |  |
| Béla IV d'Ungheria      |   | Agnese d'Antiochia        |                          |  |  |       |  |  |                     |  |  |                    |  |
|                         |   | Bertoldo IV d'Andechs     | Bertoldo I d'Istria      |  |  |       |  |  |                     |  |  |                    |  |
|                         |   | Bertoldo IV d'Andechs     | Bertoldo I d'Istria      |  |  |       |  |  |                     |  |  |                    |  |
|                         |   | Bertoldo IV d'Andechs     | Edvige di Wittelsbach    |  |  |       |  |  |                     |  |  |                    |  |
| Gertrude di Merania     |   | Bertoldo IV d'Andechs     |                          |  |  |       |  |  |                     |  |  |                    |  |
|                         |   | Agnese di Rochlitz        | Dedi III di Lusazia      |  |  |       |  |  |                     |  |  |                    |  |
|                         |   | Agnese di Rochlitz        | Dedi III di Lusazia      |  |  |       |  |  |                     |  |  |                    |  |
|                         |   | Agnese di Rochlitz        | Matilde di Heinsberg     |  |  |       |  |  |                     |  |  |                    |  |
| Stefano V d'Ungheria    |   | Agnese di Rochlitz        |                          |  |  |       |  |  |                     |  |  |                    |  |
|                         | … | …                         |                          |  |  |       |  |  |                     |  |  |                    |  |
|                         | … | …                         |                          |  |  |       |  |  |                     |  |  |                    |  |
|                         | … | …                         |                          |  |  |       |  |  |                     |  |  |                    |  |
| Teodoro I Lascaris      | … |                           |                          |  |  |       |  |  |                     |  |  |                    |  |
|                         |   | …                         | …                        |  |  |       |  |  |                     |  |  |                    |  |
|                         |   | …                         | …                        |  |  |       |  |  |                     |  |  |                    |  |
|                         |   | …                         | …                        |  |  |       |  |  |                     |  |  |                    |  |
| Maria Lascaris di Nicea |   | …                         |                          |  |  |       |  |  |                     |  |  |                    |  |
|                         |   | Alessio III Angelo        | Andronico Angelo         |  |  |       |  |  |                     |  |  |                    |  |
|                         |   | Alessio III Angelo        | Andronico Angelo         |  |  |       |  |  |                     |  |  |                    |  |
|                         |   | Alessio III Angelo        | Eufrosina Castamonitissa |  |  |       |  |  |                     |  |  |                    |  |
| Anna Comnena Angelina   |   | Alessio III Angelo        |                          |  |  |       |  |  |                     |  |  |                    |  |
|                         |   | Eufrosina Ducena Camatera | Andronico Camatero       |  |  |       |  |  |                     |  |  |                    |  |
|                         |   | Eufrosina Ducena Camatera | Andronico Camatero       |  |  |       |  |  |                     |  |  |                    |  |
|                         |   | Eufrosina Ducena Camatera | …                        |  |  |       |  |  |                     |  |  |                    |  |
|                         |   | Eufrosina Ducena Camatera |                          |  |  |       |  |  |                     |  |  |                    |  |

## Discendenza

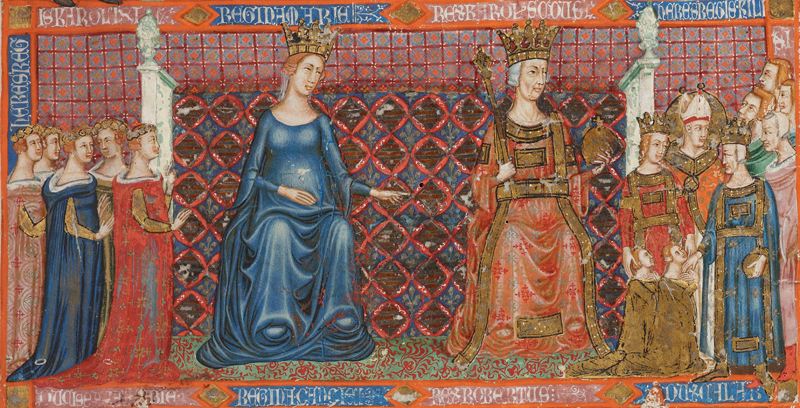
La seconda figlia di Stefano, Maria, con suo marito, Carlo II di Napoli e i loro figli

Secondo lo storico Gyula Kristó, la moglie di Stefano, Elisabetta, nacque intorno al 1239. Uno statuto di suo suocero, Béla IV, fa riferimento come suo parente a un certo Seyhan, un capo cumano, circostanza che ha spinto gli storici a ipotizzare che Seyhan fosse il padre di Elisabetta. La prima figlia di Stefano da Elisabetta, Caterina, nacque intorno al 1256. Fu data in sposa a Stefano Dragutin, il figlio maggiore ed erede del re Stefano Uroš I, intorno al 1268. Sua sorella Maria nacque intorno al 1257 e sposò il futuro Carlo II di Napoli nel 1270. Il loro nipote Carlo Roberto sarebbe poi diventato re d'Ungheria nel primo decennio del XIV secolo, quando la dinastia degli Arpadi si era già estinta.
Secondo lo storico Gyula Kristó, la terza figlia di Stefano, il cui nome risulta sconosciuto, fu concessa in sposa al despota Giacobbe Svetoslav. La terza (o quarta) figlia di Stefano, Elisabetta, nata intorno al 1260, divenne suora dell'Ordine domenicano nel Monastero della Beata Vergine sull'Isola dei Conigli. La nobildonna fu nominata priora nel 1277, ma suo fratello, Ladislao, la rapì e la concesse in sposa a un barone ceco, Zavis di Falkenstein, nel 1288. La figlia minore di Stefano, Anna, vide la luce intorno al 1260. Sposò Andronico II Paleologo, figlio ed erede dell'imperatore bizantino, Michele VIII.
Il primo figlio di sesso maschile di Stefano, Ladislao IV, nacque nel 1262 e subentrò al padre nel 1272. Il figlio minore di Stefano, Andrea, fu partorito nel 1268 e morì all'età di dieci anni.

### Fonti primarie
- (EN) Jan Długosz, The Annals of Jan Długosz, a cura di Maurice Michael, IM Publications, 1997, ISBN 978-19-01-01900-1.

### Fonti secondarie
- (EN) Attila Bárány, The Expansion of the Kingdom of Hungary in the Middle Ages (1000-1490), in Nora Berend, The Expansion of Central Europe in the Middle Ages, Ashgate Variorum, 2012,  pp. 333-380, ISBN 978-1-4094-2245-7.
- (EN) Július Bartl, Dušan Škvarna, Viliam Čičaj e Mária Kohútova, Slovak History: Chronology & Lexicon, Wauconda, Bolchazy-Carducci Publishers, 2002, ISBN 978-08-65-16444-4.
- (EN) Nora Berend, At the Gate of Christendom: Jews, Muslims and 'Pagans' in Medieval Hungary, c. 1000-c. 1300, Cambridge University Press, 2001, ISBN 978-0-521-02720-5.
- (EN) Pál Engel, The Realm of St Stephen: A History of Medieval Hungary, 895-1526, I.B. Tauris Publishers, 2001, ISBN 1-86064-061-3.
- (HU) Géza Érszegi e László Solymosi, Az Árpádok királysága, 1000-1301 [La Monarchia degli Arpadi, 1000-1301], in László Solymosi, Magyarország történeti kronológiája, I: a kezdetektől 1526-ig [Cronologia Storica dell'Ungheria, Volume I: Dalle Origini al 1526], Akadémiai Kiadó, 1981,  pp. 79-187, ISBN 963-05-2661-1.
- (EN) John Van Antwerp Jr. Fine, The Late Medieval Balkans: A Critical Survey from the Late Twelfth Century to the Ottoman Conquest, The University of Michigan Press, 1994, ISBN 0-472-08260-4.
- (EN) Gábor Klaniczay, Holy Rulers and Blessed Princes: Dynastic Cults in Medieval Central Europe, Cambridge University Press, ISBN 0-521-42018-0.
- (HU) Gyula Kristó e Ferenc Makk, Az Árpád-ház uralkodói [Sovrani della casata degli Arpadi], I.P.C. Könyvek, 1996, ISBN 963-7930-97-3.
- (HU) Gyula Kristó, Háborúk és hadviselés az Árpádok korában [Guerre e Tattiche nell'Epoca degli Arpadi], Szukits Könyvkiadó, 2003, ISBN 963-9441-87-2.
- (HU) Ferenc Makk, V. István, in Gyula Kristó, Pál Engel e Ferenc Makk, Korai magyar történeti lexikon (9-14. század) [Enciclopedia dell'Antica Storia Ungherese (IX-XIV secolo)], Akadémiai Kiadó, 1994,  p. 294, ISBN 963-05-6722-9.
- (EN) László Makkai, The Emergence of the Estates (1172-1526), in Béla Köpeczi, Gábor Barta, István Bóna e László Makkai, Zoltán Szász e Judit Borus, History of Transylvania, Akadémiai Kiadó, 1994,  pp. 178-243, ISBN 963-05-6703-2.
- (EN) Tudor Sălăgean, Regnum Transilvanum. The assertion of the Congregational Regime, in Ioan-Aurel Pop e Thomas Nägler, The History of Transylvania, I. (Until 1541), Romanian Cultural Institute (Center for Transylvanian Studies), 2005,  pp. 233-246, ISBN 973-7784-00-6.
- (EN) Vladimír Segeš, Medieval towns, in Mikuláš Teich, Dušan Kováč e Martin D. Brown, Slovakia in History, Cambridge University Press, 2010,  pp. 38-53, ISBN 978-0-521-80253-6.
- (HU) Attila Zsoldos, Családi ügy: IV. Béla és István ifjabb király viszálya az 1260-as években [Una diatriba familiare: Il conflitto tra Béla IV e il rex iunior Stefano negli anni 1260], História, MTA Történettudományi Intézete, 2007, ISBN 978-963-9627-15-4.